# James Rosenquist
James Rosenquist (29. listopadu 1933, Grand Forks, Severní Dakota, USA – 31. března 2017, New York, New York) byl americký malíř. 
Narodil se ve městě Grand Forks v Severní Dakotě jako jediné dítě Louise a Ruth Rosenquistových, kteří byli švédského původu. V letech 1952 až 1954 studoval malířství na Minnesotské univerzitě a roku 1955 se díky stipendiu na Art Students League přestěhoval do New Yorku. V letech 1957 až 1960 se živil tvorbou billboardů. Zemřel po dlouhé nemoci ve věku 83 let.